# CROWN POP
CROWN POP(크라운팝)은 스타더스트 프로모션에 소속된 일본의 여성 아이돌 그룹이다. 모모이로 클로버 Z 등의 그룹과 함께 STAR PLANET(통칭 스타프라)를 구성한다.

## 개요
2015년 8월 8일에 스타더스트 프로모션 예능 2부 레슨장에서 시작. 춤이 잘추는 중고생 멤버로 결성된 차세대 6인조 댄스 아이돌 그룹. 각각의 장르의 춤 경험자가 모인 그룹에서 6명 중 같은 달 12월 11일에 오카자키 루카가 졸업. 2016년 1월에 호노카가 가입해, 다시 6인 체제로 됐다. 2017년 6월 29일, 야마자키 미츠키가 활동에 대한 배덕 행위에 의한 탈퇴, 동년 8월 19일에 호노카가 졸업해, 멤버 4명이였으며, 2018년 2월에 신멤버 2명이 가입해, 또 다시 6인 체제로 됐다.
2023년 8월 8일, Zepp Shinjuku에서 개최한 라스트 라이브를 기해 그룹을 해산했다.

## 구성원
이름, 생년월일, 잘하는 댄스
- 리나(里菜, 2000년 6월 18일(24세), 도쿄도 출신, 록 댄스) - 최연장자, 리더
- 미타 이부키(三田 美吹, 2000년 7월 19일(24세), 지바현 출신, 클래식 발레) - 서브리더
- 다나카 사호(田中 咲帆, 2003년 1월 9일(22세), 가나가와현 출신 - 에어로빅, 치어 댄스)
- 후지타 아이리(藤田 愛理, 2002년 5월 24일(22세), 가나가와 현 출신, 힙합)
- 유즈키 미아(雪月 心愛, 2004년 12월 27일(20세), 사이타마현 출신, 재즈 댄스) - 최연소

### 전 구성원
- 오카자키 루카(岡崎瑠花, 2002년 1월 24일(23세)), 미국 출신
  - 2015년 12월 11일, 학업에 전념하기 위해 졸업.
- 야마자키 미즈키(山崎美月, 2001년 8월 17일(23세)), 도쿄 도 출신 - 힙합
  - 2017년 6월 29일, 활동에 대한 배덕 행위에 의한 멤버를 탈퇴.
- 호노카(歩乃圭, 2002년 7월 6일(22세)), 도쿄 도 출신 - 힙합, 프리 댄스
  - 2017년 8월 19일 졸업.
- 야마모토 카오리(山本 花織, 2000년 11월 7일(24세), 지바 현 출신, 재즈, 힙합)
  - 2020년 9월 27일 졸업.

## 작품

### 싱글
MUSIC@NOTE 소속 전
1. Real×live (2018년 6월 10일)
  - Real×live
  - EGO×search

MUSIC@NOTE 소속 후
1. 午後四時ごろの好きです (2018년 10월 23일)
  - 午後四時ごろの好きです
  - POPPER TIME
2. サマータイムルール (2019년 7월 9일)
  - サマータイムルール
  - 手のひらに青空
  - 告白とスニーカー
3. 真っ白片思い (2020년 1월 21일)
  - 真っ白片思い
  - スケジュール帳やめたの
  - Boot!!!
4. To Do (2020년 12월 22일)
  - To Do
  - Are You Ready To Shine?
  - 横断歩道
5. なりたいガール (2021년 6월 29일)
  - なりたいガール
  - NARIYAMANAI
  - 踊れ!
6. OMD (2022년 1월 4일)
  - OMD
  - アンビバレント・ハイウェイ
  - 君色ロード
7. 夏恋スコール (2022년 6월 28일)
  - 夏恋スコール
  - ケセラセラっ!
  - Wonder Shutter Chance!

### 앨범
1. Change the world! (2017년 9월 3일)
  - ARE YOU POPPER? (SE)
  - Snowy✳︎Shiny✳︎day
  - Change the world!
  - 夏キラリ☆
  - キミリプホリック
  - Cheerful Butterfly
  - またね
2. LIFE (2020년 8월 11일)
  - (Disc1)
  - 午後四時ごろの好きです
  - alright！
  - Boot!!!
  - サマータイムルール
  - 青天コンパス
  - 光るラムネ
  - ホログラフィック・デート
  - 真っ白片思い
  - 手のひらに青空
  - LIFE
  - (Disc2)
  - うさみみ
  - 未来
  - HARE BARE
  - Cross over
  - Make me happy
  - prism
3. LIVE (2022년 12월 20일)
  - OMD
  - たけのこにょっき
  - なりたいガール
  - 夏恋スコール
  - 恋椿
  - To Do
  - 君色ロード
  - DRINK TIME
  - 応援 SONG
  - NARIYAMANAI
  - 僕らの証

### 착신곡
1. 青天コンパス (2020년 5월 26일)
2. LIFE (2020년 7월 1일)
3. 僕らの証 (2022년 7월 25일)
4. 恋は月曜日 (2023년 6월 23일)
5. 初めての終わり (2023년 7월 28일)
6. 君にThank you!! (2023년 8월 18일)

## 같이 보기
- 모모이로 클로버 Z
- 시리츠에비스추가쿠
- TEAM SHACHI
- 밧텐쇼죠타이
- 초 도키메키 센덴부
- 아메후라시
- ukka
- 이키나리 토호쿠산
- 나미에조시하츠쿠미아이